# Pierścienica krasnoroga
Pierścienica krasnoroga (Peribalus strictus) – gatunek pluskwiaka z podrzędu różnoskrzydłych i rodziny tarczówkowatych.

## Morfologia
Pluskwiak o ciele długości od 8,5 do 11 mm. Policzki dłuższe od nadustka, nakrywające go. Czułki o członach drugim i trzecim całkiem jasnych, najwyżej tym ostatnim lekko u wierzchołka przyciemnionym. Przedplecze o jasnych, lekko zgrubiałych, wąskich i niepunktowanych brzegach bocznych. Skierowana ku tyłowi kłujka nie wykracza poza tylne biodra. Krawędzie tarczki pośrodku wklęśnięte. Samiec ma gładką powierzchnię zmysłową paramer i jedną parę wyrostków łączących edeagusa o zesklerotyzowanych wierzchołkach. U samic spermateka z wydłużonym zbiorniczkiem i sferycznie poszerzonym u nasady przewodem o zesklerotyzowanych ściankach.

## Ekologia i występowanie
Fitofagiczny polifag zasiedlający łąki, murawy, polany i zbiorowiska ruderalne. Aktywne osobniki dorosłe spotyka się od kwietnia do października. Zimę spędzają w ściółce
Gatunek palearktyczny. W Polsce pospolity.